# Trigonophorus dilutus
Trigonophorus dilutus är en skalbaggsart som beskrevs av Thierry Bourgoin 1914. Trigonophorus dilutus ingår i släktet Trigonophorus och familjen Cetoniidae. Inga underarter finns listade i Catalogue of Life.